# Einsatzleiter
Einsatzleiter (niem. naczelnik operacji) – tytuł paramilitarny w Narodowosocjalistycznej Partii Robotniczej Niemiec (NSDAP), używany w latach 1939-1945. Stopień zastąpił rangę Amtsleitera. Tytuł ten używany był jako średni poziom rangi administracyjnej w partii nazistowskiej. Podzielony był również na trzy poziomy: Einsatzleitera, Obereinsatzleitera oraz na stopień Haupteinsatzleitera.
Podział stopnia:
- Einsatzleiter – Naczelnik akcji[1]
- Obereinsatzleiter – Starszy naczelnik akcji[2]
- Haupteinsatzleiter – Najstarszy naczelnik akcji[3]

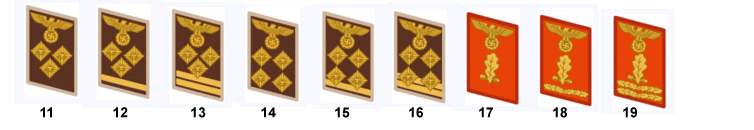
11: Einsatzleiter, 12: Obereinsatzleiter, 13: Haupteinsatzleiter, 14: Gemeinschaftsleiter, 15: Obergemeinschaftsleiter, 16: Hauptgemeinschaftsleiter, 17: Abschnittsleiter, 18: Oberabschnittsleiter, 19: Hauptabschnittsleiter.